# 남부코르디예라땃쥐쥐
남부코르디예라땃쥐쥐(Soricomys montanus)는 쥐과에 속하는 설치류의 일종이다. 필리핀 루손섬의 토착종이다.

## 특징
작은 설치류로 머리부터 몸까지 몸길이는 93~103mm, 꼬리 길이는 85~98mm, 발 길이는 22~25mm이다. 귀 길이는 13~15mm, 몸무게는 최대 31g이다. 몸은 가늘고, 등 쪽 털은 진한 갈색을 띠며 복부 쪽은 약간 연하다.

## 생태
육상성 동물이며, 주로 주행성 생활을 한다. 먹이는 주로 지렁이 등이다. 

## 분포 및 서식지
필리핀 루손섬 중부 산악 지역에서만 알려져 있다. 해발 1,800~2,690m의 이끼 숲에서 서식한다.

## 보전 상태
최근에 발견되어 아직 보존 등급이 없다.